# El Pont de Suert
El Pont de Suert (o Lo Pont de Suert en català ribagorçà) és una vila i municipi de Catalunya, capital de la comarca de l'Alta Ribagorça. El seu terme municipal actual no correspon a l'històric, atès que el 1968 hi van ser agregats els antics municipis de Llesp, Malpàs i Viu de Llevata. Amb aquestes agregacions va passar dels 12,72 km² inicials als 148,62 actuals. La seva aportació, doncs, al municipi actual fou del 8,56% de territori.
En la proposta derivada de l'informe popularment denominat Informe Roca, el terme municipal del Pont de Suert havia de sofrir reformes importants. D'una banda, el poble d'Erta havia de ser integrat, juntament amb els de la seva vall, que ja hi pertanyien, al terme de Sarroca i de Senterada. En segon lloc, els termes actualment del municipi de Tremp de la Terreta n'eren segregats i annexats al Pont de Suert (els antics termes d'Espluga de Serra i de Sapeira, el primer amb l'enclavament d'Enrens i Trepadús). En tercer lloc, els enclavaments de l'Artiga i Casós i els pobles de Sarroqueta i Viuet, de l'antic terme de Llesp, serien separats del Pont de Suert i traspassats a Vilaller, que prendria el nom de Vilaller i Vall de Barravés. Finalment, la major part de l'antic municipi de Llesp, amb els pobles de Llesp, Iran i Irgo havien de passar al municipi de la Vall de Boí.
El terme original del Pont de Suert, a més de ser molt petit estava subdividit en dos sectors, el principal, amb la vila que li dona nom, i l'enclavament de Cellers, un poble desaparegut sota les aigües del Pantà d'Escales.
El Pont de Suert és una localitat que es troba a poca distància de la frontera administrativa amb l'Aragó, així com de la frontera lingüística del català amb l'aranès (occità). Té aproximadament 2.500 habitants, és a 848 m d'alçada i és la capital de comarca més petita (2.570 habitants) de Catalunya després de Sort (2.382 habitants). El riu que hi passa és el Noguera Ribagorçana. Està situada en una vall entre el Pirineu axial i les serres interiors.
S'hi arriba a través de la carretera N-230 (la futura -o actual, segons els trams- A-14), o de la N-260 (l'Eix Pirinenc), únicament.
La vila del Pont de Suert té una bonica església parroquial moderna, construïda a expenses de les companyies hidroelèctriques als anys seixanta del segle xx, però conserva, en el nucli antic i ran de riu, l'antiga església parroquial. A més, a dins del nucli de població hi ha també la capella de Santa Anna. Dins del terme, a l'extrem de llevant del terme antic, hi havia el monestir de Santa Maria de Lavaix, actualment un munt de ruïnes anegades pel pantà d'Escales.
La parròquia de l'Assumpció de la Mare de Déu del Pont de Suert pertany al bisbat de Lleida, pel fet d'haver pertangut, a l'edat mitjana, al bisbat de Roda de Ribagorça. Forma part de la unitat pastoral 25 de l'arxiprestat de la Ribagorça, de la qual fa de cap, i el rector resideix a la mateixa casa rectoral de la vila.

## Etimologia
El topònim El Pont de Suert té l'origen en el nom de l'actual despoblat de Suert (el pont, en basc antic). Així doncs, el nom actual de la vila significa, de fet, el pont del pont. Segons Joan Coromines, les paraules basques zubi (pont) i iri (poble) donen la forma Suert, documentada des del 955. Més endavant, es perd la consciència que Suert ja volia dir el poble del pont, i al segle xiii s'introdueix la fórmula, etimològicament redundant, d'El Pont de Suert.

## Geografia
- Llista de topònims del Pont de Suert (Orografia: muntanyes, serres, collades, indrets..; hidrografia: rius, fonts...; edificis: cases, masies, esglésies, etc).

Termes municipals limítrofs:
| Vilaller           | La Vall de Boí | La Vall de Boí i Sarroca de Bellera |
| Montanui i Bonansa |                | Sarroca de Bellera (Pallars Jussà)  |
|                    | Sopeira        | Sapeira i Tremp                     |

### Entitats de població
| Entitat de població    | Habitants (2023) |
| el Pont de Suert       | 2.086            |
| Llesp                  | 57               |
| Malpàs                 | 38               |
| Gotarta                | 28               |
| Viu de Llevata         | 16               |
| les Bordes             | 14               |
| Corroncui              | 14               |
| Sarroqueta de Barravés | 10               |
| Casós                  | 10               |
| Castilló de Tor        | 9                |
| Igüerri                | 9                |
| Castellàs              | 8                |
| Irgo                   | 7                |
| Iran                   | 6                |
| Erta                   | 6                |
| Ventolà                | 5                |
| Adons                  | 4                |
| la Beguda d'Adons      | 3                |
| Pinyana                | 2                |
| Perves                 | 2                |
| Abella d'Adons         | 1                |
| Peranera               | 1                |
| Viuet                  | 0                |
| Erillcastell           | 0                |
| Esperan                | 0                |
| Font: Idescat          |                  |

Les entitats de població de l'actual municipi del Pont de Suert es reparteixen, de fet, entre els quatre antics termes ajuntats el 1968:
- Llesp: Llesp, les Bordes, Casós, Castilló de Tor, Gotarta, Igüerri, Iran, Irgo, Sarroqueta de Barravés i Viuet
- Malpàs: Malpàs, Casòs, Castellars, Erillcastell, Erta, Esperan, Massivert, Montiberri, Peranera i Raons
- El Pont de Suert: el Pont de Suert i Ventolà, a més de la caseria de les Cases d'Aragó i el poble de Cellers, desaparegut sota les aigües del pantà d'Escales
- Viu de Llevata: Viu de Llevata, Abella d'Adons, Adons, la Bastideta de Corroncui, la Beguda d'Adons, Corroncui, Perves i Pinyana

## Comunicacions
Atès el seu emplaçament geogràfic, les comunicacions amb què compta el Pont de Suert no són gaire amples.
En automòbil, només hi ha dues carreteres que passen per la vila: la N-230 (en molts trams ja substituïda per l'A-14) i la N-260, que, a més comparteixen calçada al llarg de poc més de 7 quilòmetres, des de just l'extrem sud de la vila, fins al lloc de les Bordes, on es tornen a separar.
La N-230, de Lleida al Pont de Rei de Bausen, a la Vall d'Aran, l'enllaça amb Lleida i Benavarri, i la N-260, del Coll dels Belitres, al Port de la Selva, l'enllaça amb Sort, la Pobla de Segur i, a través d'aquesta darrera vila, amb Tremp, cap del partit judicial del qual depèn l'Alta Ribagorça.
A través d'aquestes carreteres, el Pont de Suert dista 39 quilòmetres de la Pobla de Segur, 40 quilòmetres de Vielha, 51 de Tremp, cap del seu partit judicial, 57 de Benavarri i 61 de Sort, que són els caps de comarca més propers i que envolten el Pont de Suert, a més de 120,5 respecte de Lleida, cap del bisbat al qual pertany el Pont de Suert.
A part de les dues carreteres esmentades, surt del terme del Pont de Suert cap al nord la carretera L-500, del Pont de Suert a Caldes de Boí, que duu a la Vall de Boí.
Pel que fa a transport públic, el Pont de Suert disposa d'una oferta bastant ampla, si bé limitada en horaris reals. Les línies d'autobús de línia que passen per la vila són les següents:
- Vielha - Taüll, amb un sol servei diari en cada direcció.
- Lleida - Eth Pònt de Rei, amb dos serveis diaris en cada direcció.
- Lleida - Vielha, de la qual no es disposa d'informació actualitzada.
- El Pont de Suert - Caldes de Boí, igual que l'anterior.
- La Pobla de Segur - el Pont de Suert, igual que els dos anteriors.
- Barcelona - Les, amb un servei diari en cada direcció.
- Lleida - Les, amb connexió a Barcelona, que només funciona els dies feiners, amb un servei diari en cada direcció.

## Clima
| Dades climàtiques a El Pont de Suert            | Dades climàtiques a El Pont de Suert | Dades climàtiques a El Pont de Suert | Dades climàtiques a El Pont de Suert | Dades climàtiques a El Pont de Suert | Dades climàtiques a El Pont de Suert | Dades climàtiques a El Pont de Suert | Dades climàtiques a El Pont de Suert | Dades climàtiques a El Pont de Suert | Dades climàtiques a El Pont de Suert | Dades climàtiques a El Pont de Suert | Dades climàtiques a El Pont de Suert | Dades climàtiques a El Pont de Suert | Dades climàtiques a El Pont de Suert |
| Mes                                             | gen                                  | febr                                 | març                                 | abr                                  | maig                                 | juny                                 | jul                                  | ag                                   | set                                  | oct                                  | nov                                  | des                                  | anual                                |
| ----------------------------------------------- | ------------------------------------ | ------------------------------------ | ------------------------------------ | ------------------------------------ | ------------------------------------ | ------------------------------------ | ------------------------------------ | ------------------------------------ | ------------------------------------ | ------------------------------------ | ------------------------------------ | ------------------------------------ | ------------------------------------ |
| Màxima rècord °C (°F)                           | 21.0 (69.8)                          | 22.0 (71.6)                          | 26.0 (78.8)                          | 29.0 (84.2)                          | 32.0 (89.6)                          | 36.0 (96.8)                          | 39.0 (102.2)                         | 39.0 (102.2)                         | 37.0 (98.6)                          | 31.0 (87.8)                          | 24.0 (75.2)                          | 19.0 (66.2)                          | 39.0 (102.2)                         |
| Màxima mitjana °C (°F)                          | 8.4 (47.1)                           | 10.2 (50.4)                          | 13.5 (56.3)                          | 15.4 (59.7)                          | 19.6 (67.3)                          | 24.2 (75.6)                          | 28.7 (83.7)                          | 27.9 (82.2)                          | 24.2 (75.6)                          | 18.6 (65.5)                          | 12.4 (54.3)                          | 8.3 (46.9)                           | 17.6 (63.7)                          |
| Mitjana diària °C (°F)                          | 1.7 (35.1)                           | 3.1 (37.6)                           | 5.7 (42.3)                           | 8.4 (47.1)                           | 12.4 (54.3)                          | 16.6 (61.9)                          | 20.0 (68)                            | 19.4 (66.9)                          | 16.6 (61.9)                          | 11.0 (51.8)                          | 5.5 (41.9)                           | 2.0 (35.6)                           | 10.1 (50.2)                          |
| Mínima mitjana °C (°F)                          | −5.1 (22.8)                          | −4.0 (24.8)                          | −1.9 (28.6)                          | 1.3 (34.3)                           | 5.2 (41.4)                           | 8.9 (48)                             | 11.2 (52.2)                          | 10.8 (51.4)                          | 7.8 (46)                             | 3.4 (38.1)                           | −1.4 (29.5)                          | −4.2 (24.4)                          | 2.7 (36.9)                           |
| Mínima rècord °C (°F)                           | −20.0 (−4)                           | −13.0 (8.6)                          | −13.0 (8.6)                          | −7.0 (19.4)                          | −4.0 (24.8)                          | −1.0 (30.2)                          | 2.0 (35.6)                           | 3.0 (37.4)                           | −3.0 (26.6)                          | −10.0 (14)                           | −14.0 (6.8)                          | −18.0 (−0.4)                         | −20.0 (−4)                           |
| Precipitació mitjana mm (polzades)              | 64.4 (2.535)                         | 50.6 (1.992)                         | 55.0 (2.165)                         | 95.2 (3.748)                         | 104.8 (4.126)                        | 95.4 (3.756)                         | 55.4 (2.181)                         | 81.8 (3.22)                          | 77.5 (3.051)                         | 74.5 (2.933)                         | 97.8 (3.85)                          | 71.7 (2.823)                         | 922.3 (36.311)                       |
| Mitjana de dies de precipitació                 | 6.8                                  | 6.3                                  | 6.7                                  | 9.4                                  | 12.0                                 | 10.9                                 | 6.4                                  | 7.8                                  | 7.6                                  | 7.8                                  | 8.1                                  | 6.6                                  | 128.8                                |
| Mitjana de dies de gelada                       | 25.4                                 | 22.2                                 | 19.5                                 | 10.6                                 | 2.9                                  | 0.1                                  | 0.0                                  | 0.0                                  | 0.3                                  | 6.4                                  | 17.6                                 | 23.8                                 | 128.8                                |
| Font: meteocat.cat (climatologia per comarques) |                                      |                                      |                                      |                                      |                                      |                                      |                                      |                                      |                                      |                                      |                                      |                                      |                                      |

## Serveis turístics
La vila disposa d'una Oficina de turisme municipal molt activa, on es pot trobar abundant informació sobre la vila i la comarca, amb moltes propostes de rutes. Una part és consultable per Internet, a la pàgina web del Consorci de Promoció Turística i Comercial del Pont de Suert.
El Pont de Suert té una oferta de turisme bastant ampla. Dos apartaments turístics (La Faiada i Miravet), tres càmpings (Alta Ribagorça -a les Bordes-, Baliera -a Castilló de Tor- i Can Roig), set hostals (Casa Modesto, Hostal Can Costa, Hostal Canigó, Hostal Casa Prades, Hostal Cotori, Hostal Isard i el Pedrís), tres hotels (dos d'ells al Pont de Suert, Hotel Flor de Neu i Hotel Mestre, i un altre a Caldes de Boí, l'Estació Termal Caldes de Boí), i cinc cases de Turisme rural (Casa del Batlle, a Sarroqueta de Barravés, Casa Joanot, a Iran, Casa Vilaspasa, a Gotarta i l'Abadia de Castellars, a Castellars). Per la proximitat, també cal comptar amb la casa de Turisme rural de Sopeira: Casa Pase.
Pel que fa a la restauració, quatre establiments, a més dels esmentats al paràgraf anterior, atenen els viatgers: el Bar-restaurant Villa María, el Restaurant Casa Prades, a més del Restaurant Miravet a les Bordes i el restaurant El Forn de Llesp, en aquesta darrera població). Tres bars, un d'ells amb oferta de menús, completen l'oferta turística: el Bar-restaurant Edelweiss, el bar El Cafè, i el Harry's Bar.

## L'antic municipi del Pont de Suert
| \| ← \| 1812 — 1968 \| → \|                                                     |                    |   |
| Escut d'armes                                                                   |                    |   |
| L'antic terme del Pont de Suert dins de l'actual                                |                    |   |
| Període històric                                                                | Edat Contemporània |   |
| • Creació del municipi '('Constitució de Cadis)                                 | 1812               |   |
| • Annexió al Pont de Suert dels antics termes de Llesp, Malpàs i Viu de Llevata | 1968               |   |
| ←                                                                               | 1812 — 1968        | → |

## Geografia
Els diferents antics municipis afegits el 1968 al Pont de Suert estan descrits en els seus articles respectius: Llesp, Malpàs i Viu de Llevata,

### Perímetre de l'antic terme del Pont de Suert

#### Sector principal

##### Límit amb l'antic terme de Llesp, ara del municipi del Pont de Suert
Comença aquesta descripció en el punt de trobada del terme municipal de Bonansa, de l'Alta Ribagorça occidental, d'administració aragonesa, amb els antics termes de Llesp i el Pont de Suert, ara tots dos units en el terme actual de la capital ribagorçana. Es tracta del lloc de trobada de la Noguera Ribagorçana amb la Noguera de Tor.
Des d'aquest interfluvi, l'antic termenal entre Llesp i el Pont de Surt seguia 175 metres la Noguera de Tor i, en arribar al pont de la carretera N-230 damunt seu, torcia cap a l'est-sud-est, enfilant-se al Tossal de les Roques Collades, de 1.016,7 m. alt., i continuava en línia recta travessant el barranc de l'Oratori, passant pel nord del Serrat de la Gessera, travessant el camí de Gotarta i anant abuscar el barranc de Raons just al sud de Gotarta, a la Solana del Puço. Just en arribat al barranc de Raons es trobaven els tres municipis actualment fusionats en el Pont de Suert: Llesp, Malpàs i el mateix Pont de Suert.

##### Límit amb l'antic terme de Malpàs, ara del municipi del Pont de Suert
Des del barranc de Raons a la Solana del Puço, l'antic termenal amb Malpàs seguia la direcció sud-sud-est, en una línia recta que anava a buscar l'extrem occidental del Plan del Mont, travessant el Pinar de Ventolà i el Solà de Ventolà fins a travessar la carretera N.260 a prop i a llevant de la fita quilomètrica 344 i abocant-se tot seguit en el riuet del Convent.
Des del punt anterior, el termenal amb Malpàs seguia aigües avall exactament la llera del riuet del Convent, deixant el monestir de Lavaix dins del terme del Pont de Suert. Quan aquest riu es trobava amb la Noguera Ribagorçana, es produïa la trobada dels termes municipals del Pont de Suert, Malpàs i Bonansa, el darrer de l'Alta Ribagorça occidental, d'administració aragonesa.
Actualment aquest punt queda al bell mig del Pantà d'Escales.

##### Límit amb Bonansa, de l'Alta Ribagorça occidental
Des del punt anterior, el termenal se'n va cap al nord-oest, i va sortint de les aigües del pantà, a ponent del turó de Lavaix, i puja per la banda contrària de la vall, passant ran del punt quilomètric 121 de la carretera N-230, eixant la Cova de Farragassol fora del terme del Pont de Suert. La línia del terme continua cap al nord-nord-oest de forma paral·lela a la riba del pantà i la carretera aproximadament per la cota 900, fins que troba un barranc, a ponent de la Gessera i de la Font de Suert.
El termenal s'enfila aleshores més, i cap al nord-oest, fins a arribar als 1.025 m. alt., prop de la Pista de Buira, fins que segueix, sempre cap al nord-oest, per la mateixa pista, que fa de termenal. Quan la pista arriba a un fort revolt, el termenal baixa cap al barranc de Llassina, que segueix fins que aquest barranc s'aboca en el de de Sirès. En aquest interfluvi, el termenal trenca cap a l'est, fins a arribar al carrer superior de la caseria de les Cases d'Aragó; aleshores trenca cap al nord, de dret fins a trobar la Noguera Ribagorçana.
El termenal segueix aleshores la llera de la Noguera Ribagorçana, fins que aquest riu rep per l'esquerra la Noguera de Tor. Cal matisar que, de fet, el terme discorre paral·lel a la llera del riu, per la cota 890-900 del seu marge dret. L'interfluvi dels dos Noguera és el punt de trobada del terme de Bonansa, de l'Alta Ribagorça occidental, d'administració aragonesa, amb els antics termes de Llesp i el Pont de Suert, ara tots dos units en el terme actual de la capital ribagorçana. És el punt esmentat al començament d'aquesta descripció.

#### Enclavament de Cellers

##### Límit amb l'antic terme de Malpàs, ara del municipi del Pont de Suert
Comença la descripció d'aquesta part del perímetre del terme a la llera de la Noguera Ribagorçana, actualment a l'interior del Pantà d'Escales, al lloc conegut com los Passos. Des d'aquí, el termenal emprenia la direcció sud-est, per anar a trobar el capdavall del Serrat de les Costes de Montiberri, que resseguia tot cap amunt, per les Coves de Contrella i el Serrat de l'Extrem, fins als 1.684,4, just a ponent de les instal·lacions d'antenes de La Faiada de Malpàs. En aquest lloc es troba el termenal actual entre el Pont de Suert i Tremp, en el seu enclavament d'Enrens i Trepadús, pertanyent a l'antic terme municipal d'Espluga de Serra. Ara bé, en aquest mateix lloc es trobaven també els termes municipals del Pont de Suert, en el seu enclavament de Cellers, i de Malpàs, actualment tots dos fusionats en el gran terme actual del Pont de Suert.

##### Límit amb l'antic terme d'Espluga de Serra (enclavament d'Enrens i Trepadús), ara del municipi de Tremp
Comença en aquest lloc el límit entre els actuals termes del Pont de Suert i de Tremp: del Serrat de les Costes de Montiberri, a ponent de la Faiada de Malpàs, el termenal baixa cap al sud-oest, per un contrafort que va de dret al Tossal de Cabosi, de 1.316,8 m. alt., deixant la Roca Roja i la Cova del mateix nom dins del Pont de Suert. Continua davallant per una carena en la mateixa direcció cap a lo Colladó, de 993,3, i, al cap de poc, arriba a un altre punt de trobada de tres municipis, a l'Obaga de la Costa: els dos esmentats del Pont de Suert i de Tremp (enclavament d'Enrens i Trepadús), i Sopeira, de l'Alta Ribagorça occidental, d'administració aragonesa, en la part que correspon a l'antic terme de Sant Orenç.

##### Límit amb l'antic terme de Sant Orenç, ara del municipi de Sopeira, de l'Alta Ribagorça occidental
Des del darrer triterme, el termenal segueix l'Obaga de la Costa cap a ponent, per una carena paral·lela, pel nord, d'un barranc, i pren contacte amb el Pantà d'Escales just en el lloc on aquest és més estret, i va remuntar pel costat oest del pantà fins al punt quilomètric 117 de la carretera N-230. Des d'aquest punt, va remuntant progressivament cap al nord-oest, i en alguns moments cap a l'oest, anant a passar per lo Grauet i després per l'extrem de llevant del Serrat de Sant Salvador, on arriba a la cota 1.050.
En aquest lloc comença a traçar un arc, cap al nord i després cap al nord-est, per seguir el cap de vall de Cellers, per sota del Coll de Santa Bàrbara i del Cap del Grau, per anar a buscar el barranc de les Casetes i el Garabero, on trenca ja cap a llevant, de forma paral·lela, i per damunt seu, al barranc acabat d'esmentar. Arriba a la Collada de Cellers, on torç cap al nord, sempre seguint de forma paral·lela la carretera i la vora del pantà. Al cap de poc arriba a les Socarrades, on torna a trobar un canvi de límits de terme. En aquest punt es troben Sopeira (antic terme de Sant Orenç), el Pont de Suert i Bonansa, de l'Alta Ribagorça occidental.

##### Límit amb Bonansa, de l'Alta Ribagorça occidental
Des de les Socarrades, el termenal baixa cap al nord-est de dret cap al Pantà d'Escales, on, antigament, anava a cercar la llera de la Noguera Ribagorçana. En aquest lloc es trobava el punt d'unió dels termes de Bonansa, el Pont de Suert (enclavament de Cellers) i Malpàs, actualment ja del Pont de Suert. En aquest punt ha començat la descripció del perímetre de l'enclavament de Cellers.

### L'interior del terme
L'interior del terme antic del Pont de Suert era petit, i estava dividit en dos sectors: el principal, i l'enclavament de Cellers.

### Els nuclis de població
Dins de cadascun dels antics municipis afegits al Pont de Suert el 1968 es tracten els nuclis de població que li pertoquen. El terme primigeni del Pont de Suert es componia de la vila del Pont de Suert com a cap del municipi i de la comarca, el poble de Cellers, desaparegut sota les aigües del Pantà d'Escales, i del de Ventolà. A més, cal tenir en compte el barri de la dreta de la Noguera Ribagorçana, les Cases d'Aragó.

## Història

### Edat mitjana
El Pont de Suert té els seus orígens en el Vilatge de Suert, situat dalt d'unes roques una mica al sud-oest de l'actual població. Documentada des del 955, la vila de Suverte subsistí fins al segle xiii, quan va anar essent abandonada per donar pas a l'actual el Pont de Suert. El 1240 ja està documentada la població de lo Pont de Suert.
La vila i terme del Pont de Suert fou donada pels comtes de Ribagorça cap a l'any 1000 al monestir de Lavaix, i ratificat pels comtes de Pallars el 1018. El lloc del Pont es va desenvolupar a partir del segle xii, i es va traslladar a l'indret actual. El domini jurisdiccional fou del monestir de Lavaix fins a la fi de l'antic règim. El monestir de Lavaix està parcialment negat per les aigües del pantà d'Escales, i només se'n conserven vestigis. Es mantenen restes del mur angle nord-est del creuer i l'arrencada de l'arc presbiteral de l'absidiola sud, juntament amb un fragment de la part baixa del mur. Agafant la N-260 en direcció a la Pobla de Segur, just havent passat el primer túnel, a mà dreta es poden veure les ruïnes del monestir.

### Edat moderna
En el Fogatge del 1553 hi consten 33 focs (unes 165 persones).

### Edat contemporània
Des de fa una vintena d'anys s'està treballant per constituir una Mancomunitat interprovincial de municipis de l'Alta Ribagorça, que no acaba de reeixir per les dificultats de caràcter polític que comporta.

### Composició de l'Ajuntament

Emblema de l'Ajuntament del Pont de Suert, municipi que no disposa d'escut ni de bandera oficials

#### Alcaldes
- Càndid Saura (1893)
- Jaume Rey (1894-1897)
- Antoni Rabasa (1898 - 1899)
- Rafael Castel (1906)
- Blai Amorós (1921)
- Josep Jordana (1927)
- Antoni Seira(1946)
- Tomàs Farrero i Simorra (1976)
- Juan Ribal Llimiñana (19.04.1979 - 07.05.1983), primer alcalde democràtic.
- Alejandro Rivera Rami (23.05.1983 - 25.05.1991)
- Odon Ventura Ruiz (15.06.1991 - 12.06.1999)
- Albert Alins i Abad (03.07.1999 - 13.06.2015)
- Jose Antonio Troguet Ballarín (13.06.2015- 17.06.2023)
- Iolanda Ferran Closa (17 de juny 2023- avui)[6]

#### Regidors
Des de les primeres eleccions municipals democràtiques, el 1979, l'Ajuntament del Pont de Suert ha tingut els regidors següents: José Manuel Abad Linde, Albert Alins Abad, Javier Alonso Villaverde, Montserrat Arnés Nart, Bàrbara Báez Ferrús, Juan José Baldú Chavarri, José Ángel Ballarín Gasol, Javier Bosch Fortuño, Isabel Cabello Bernabeu, Antonio Camacho Soriano, Albert Cierco Fontdevila, José Colodrero Ramírez, Lluís Coloma Quella, Luis Cotonat Palacín, Maria Pilar Domech Puyol, Jacinto Jaime Erta Palacín, Àngel Espot Tarrat, Xavier Farré Juanmartí, Iolanda Carmen Ferran Closa, Tomàs Ferrero Simorra, Ignasi Foix Oña, Antoni Fumenal Llevot, Gemma Gallart Laguna, Antonio Garanto Dones, Ana María Jordana Fornons, Antoni Llop Montull, Francisco López Salvador, Jordi Margalida i Vaca, Rosa Maria Marsol i Farrero, Jordi Martínez Arconada, Jaume Molins Alàs, Sebastián Notario Rodríguez, Antoni Palacín Solana, Jaime Pascual Canela, Antonio Pascual Servent, José Porté Saura, Ares Prades Farré, José Ramon Pueyo Izquierdo, Esther Pueyo Pinasa, Manuel Pueyo Riu, Isabel Reynal Pons, Josefa Ribé Florensa, Albert Ribera Badia, Josep Maria Rispa Pifarré, Alejandro Rivera Rami, Ramon Roig Orteu, Rufino Romero Auñón, Just Sala Escales, Francesc Sala Porta, José Sala Sánchez, Núria Salguero Fonseca, Miguel Sancho Guardeño, Ramon Solana Moré, Miquel Solanes Guasch, Carles Toló Torrobella, José Antonio Troguet Ballarín, Mario Turrión Vega, Enrique Velasco Parache i Odón Ventura Ruiz.

#### Legislatura2011-2015
| Candidatura | Candidatura | Cap de llista         | Vots  | Regidors | % vots |
| ----------- | ----------- | --------------------- | ----- | -------- | ------ |
|             | CiU         | Albert Alins Abad     | 734   | 8        | 63,77  |
|             | PSC-PM      | Miquel Solanes Guasch | 245   | 2        | 21,29  |
|             | PP          | Mario Turrión Vega    | 121   | 1        | 10,51  |
| Total       | Total       | 1.168                 | 1.168 | 11       |        |

- Albert Alins Abad (CiU), alcalde. Representant del municipi en el Consell Comarcal
- Javier Alonso Villaverde (CiU), regidor
- Montserrat Arnés Nart (CiU), regidora. Representant del municipi en el Consell Comarcal
- José Ramon Pueyo Izquierdo (CiU), regidor. Representant del municipi en el Consell Comarcal
- Enrique Velasco Parache (CiU), regidor. Representant del municipi en el Consell Comarcal
- José Antonio Troguet Ballarín (CiU), regidor. Representant del municipi en el Consell Comarcal, del qual és president
- Gemma Gallart Laguna (CiU), regidora
- José Colodrero Ramírez (CiU), regidor. Representant del municipi en el Consell Comarcal
- Miquel Solanes Guasch (PSC-PM), regidor. Representant del municipi en el Consell Comarcal
- José María Rispa Pifarré (PSC-PM), regidor. Representant del municipi en el Consell Comarcal
- Mario Turrión Vega (PP), regidor. Representant del municipi en el Consell Comarcal.

## Demografia
El cens del 1840 dona 199 habitants al Pont de Suert, que augmenta a 511 el 1877 i el 1900. Durant quaranta anys, varià poc, la població de la vila: 497 el 1910, 490 el 1920, 488 el 1930 i 470 el 1940. Fou a partir d'aleshores que la vila experimentà l'embranzida de les obres empreses per ENHER: 1.835 habitants el 1950 i 3.502 el 1960; tanmateix, tancaren les mines de Malpàs i s'acabaren les obres hidroelèctriques, i el 1970 queden només 2.531 habitants. El 1981 experimentava un lleuger augment (2.879), i els anys posteriors s'ha estabilitzat al voltant de les 2.000 persones. El 2008 n'hi havia 2.553.
| 1497 f | 1515 f | 1553 f | 1717  | 1787  | 1857  | 1877  | 1887  | 1900  | 1910  |
| ------ | ------ | ------ | ----- | ----- | ----- | ----- | ----- | ----- | ----- |
| 132    | 137    | 191    | 1.166 | 1.121 | 2.202 | 1.923 | 1.912 | 1.702 | 1.804 |

| 1920  | 1930  | 1940  | 1950  | 1960  | 1970  | 1981  | 1990  | 1992  | 1994  |
| ----- | ----- | ----- | ----- | ----- | ----- | ----- | ----- | ----- | ----- |
| 1.814 | 1.765 | 1.658 | 3.136 | 4.639 | 2.982 | 2.879 | 2.294 | 2.300 | 2.300 |

| 1996  | 1998  | 2000  | 2002  | 2004  | 2006  | 2008  | 2010  | 2012  | 2014  |
| ----- | ----- | ----- | ----- | ----- | ----- | ----- | ----- | ----- | ----- |
| 2.167 | 2.079 | 2.164 | 2.166 | 2.212 | 2.317 | 2.553 | 2.506 | 2.516 | 2.318 |

| 2016  | 2018  | 2020  | 2022  | 2024  | 2026 | 2028 | 2030 | 2032 | 2034 |
| ----- | ----- | ----- | ----- | ----- | ---- | ---- | ---- | ---- | ---- |
| 2.293 | 2.216 | 2.257 | 2.336 | 2.380 | -    | -    | -    | -    | -    |

En aquestes dades, el 1717 s'incorpora Abella d'Adons a Viu de Llevata; el 1787, Erillcastell, a Malpàs; el 1847, Cellers, al Pont de Suert; el 1857, Adons, Casòs, Castilló de Tor, Corroncui, Iran, Erta, Esperan, Gironella, Gotarta, Igüerri, Castellars, Irgo, Massivert, Peranera, Perves, Pinyana, Raons, Sarroqueta, Ventolà i Vivet, a Llesp, Malpàs, el Pont de Suert o Viu de Llevata, segons cada cas; el 1970, Llesp, Malpàs i Viu de Llevata. Les dades són la suma dels antics municipis.

## Equipaments
Al Pont de Suert, principalment d'ençà que ha estat reconeguda com a cap de comarca, hi ha la majoria dels serveis públics a la ciutadania, tot i que alguns d'ells amb les limitacions pròpies d'una comarca tan poc poblada i allunyada dels grans centres de població.
Pel que fa a l'ensenyament, existeix l'Escola d'ensenyament infantil el Pont de Suert (antigament anomenades llar d'infants), el CEIP Ribagorçana (ensenyament primari), el CFA El Pont de Suert, el CFTE ECEM, i l'Institut el Pont de Suert, que imparteix, a més d'ESO i Batxillerat, Cicles Formatius Forestals.
En el camp de la sanitat, disposa d'un CAP, que és seu de l'Equip d'atenció primària de la Ribagorça i té alguns serveis que pertanyen a l'Hospital de Tremp, com la Unitat de Radiologia.
Hi ha una comissaria dels Mossos d'Esquadra, un Parc de Bombers, a més de Cambra Agrària i un Servei d'extensió agrària de la Generalitat de Catalunya.
Alguns d'aquests equipaments serveixen també els ciutadans dels pobles veïns, pertanyents a l'Alta Ribagorça, però administrativament aragonesos, sobretot els dels termes municipals de Bonansa i Montanui.

## Activitat econòmica
L'economia tradicional del Pont de Suert es basa en l'agricultura de prats, farratges, cereals i patates. Tanmateix, és una activitat en recessió, i actualment representa tan sols el 5% del terme. En els últims anys han augmentat lleugerament els prats naturals, i, en canvi, s'han reduït en un terç els guarets i les pastures naturals. El conreu de la terra ha davallat notablement i, en canvi, ha anat a l'alça l'explotació forestal, més de la meitat gestionada en règim de consorci i propietat comunal.
La tendència dels darrers anys és a anar disminuint els conreus i, en canvi, augmentar la superfície d'herba, atès que la ramaderia sí que s'ha incrementat notablement, en bona part propiciada per la xarxa de canals de rec alimentada pels grans sifons de l'ENHER.
En ramaderia, la bovina s'ha desenvolupat més que l'ovina, gràcies a l'existència de grans pastures, tot i que en nombre absolut encara hi ha 6 vegades més d'ovelles que de vaques. De cabres i d'eugues i cavalls, n'hi ha, però en un nombre molt petit.
En el camp de la indústria, és innegable que el paper principal deriva de la indústria hidroelèctrica (centrals del Pont de Suert i el pantà d'Escales, desenvolupada durant el segle xx per l'antiga empresa ENHER). També hi participen els sectors del metall i la fusta. Hi havia dues petites fàbriques tèxtils, sector ara també en recessió, una serradora, un molí fariner i hi va haver l'intent, fracassat d'envasar llet, formatges i mantega. Només deu anys va aguantar aquella iniciativa. Hi ha, això sí, tot de petites empreses de pocs treballadors: fleques, impremta, material per a la construcció, etcètera.
El Pont de Suert té una activitat comercial important. Des de la mateixa concessió del títol de vila, el Pont de Suert ha tingut mercat, actualment traslladat al divendres, i ha tingut dret a fira. Aquesta darrera, en alternança amb l'altra vila ribagorçana: Vilaller, s'especialitzà en bestiar boví, i es feia per Corpus o per la Santa Creu de Maig. Actualment encara es fa per Corpus.
Pel que fa al sector terciari, el Pont de Suert és molt important en serveis de comerç i turístics de la comarca (bars i restaurants, pubs, benzinera, botigues de tota classe...). A l'apartat de Serveis turístics es detalla aquesta activitat.

## Llocs d'interès

### Històric
- Vilatge de Suert
- La vila del Pont de Suert
- Actual església parroquial de l'Assumpció de la Mare de Déu (església nova)
- Església parroquial vella de Santa Maria
- Les Cases d'Aragó
- Castell de Lavaix
- Santa Maria de Lavaix
- Sant Esteve de Ventolà.
- Vilatge de Sueix.
- Habitatge del Tossal Rostides
- Col·lecció d'Art Sacre de la Ribagorça.[8][9]

### Paisatgístic
- Pantà d'Escales
- Serrat de Casilda
- Serrat de la Gessera (el Pont de Suert)
- Tossal de les Roques Collades
- Serrat Estreto
- Serrat Roi

## Festes i tradicions
- Fira de la Girella
- Festa de Sant Sebastià
- Segon dijous d'agost - Festa Major
- Vigília de Sant Joan - Festa de les Falles
- Confraria de Sant Sebastià